# ウルミ川
ウルミ川（ウルミがわ、Урми́）は、ロシアハバロフスク地方を流れる延長458km、流域面積15,000km2の川である。流域には1,040を超える湖沼があり、その総面積は32km2を超える。
水源はバジャーリ山脈南斜面で、ブレヤ山脈に平行し、下流では下アムール低地を流れる。クル川と合流してアムール川の左支流であるトゥングースカ川となる。
小船での航行が可能である。